# Raymond Coulter
Raymond Orville „Ray” Coulter (ur. 12 kwietnia 1897 w hrabstwie Johnson, zm. 23 stycznia 1965 w Mount Sterling) – amerykański strzelec, mistrz olimpijski i mistrz świata.
W 1917 roku zaciągnął się do służby w Marines, w czasie igrzysk w 1924 roku był sierżantem zbrojmistrzem. W latach 1918, 1919, 1922 i 1923 był członkiem drużyny Marines, która zdobywała medale mistrzostw NRA w strzelaniu z karabinu szybkostrzelnego. 
Coulter uczestniczył w Letnich Igrzyskach Olimpijskich 1924 w 5 konkurencjach. Dwukrotnie został medalistą olimpijskim, jednak wyłącznie w zmaganiach drużynowych. Indywidualnie najlepszy wynik osiągnął w rundzie pojedynczej do sylwetki jelenia, w której uplasował się na 9. miejscu. Zwyciężył za to w karabinie dowolnym, osiągając przedostatni wynik w drużynie (skład zespołu: Raymond Coulter, Joseph Crockett, Morris Fisher, Sidney Hinds, Walter Stokes). Stanął także na trzecim stopniu podium w rundzie pojedynczej do sylwetki jelenia, będąc tym razem trzecim zawodnikiem zespołu (skład reprezentacji: John Boles, Raymond Coulter, Dennis Fenton, Walter Stokes).
Amerykanin jest zdobywcą 4 medali na mistrzostwach świata. Jedyne podium w zawodach indywidualnych osiągnął podczas zawodów w 1924 roku, gdy został brązowym medalistą w karabinie dowolnym leżąc z 300 m. Z kolei jedyne złoto wywalczył na tym samym turnieju w drużynowym strzelaniu z karabinu dowolnego w trzech postawach z 300 m.

## Wyniki

### Igrzyska olimpijskie
| Igrzyska | Konkurencja                                     | Wynik                            | Miejsce | Źródło |
| -------- | ----------------------------------------------- | -------------------------------- | ------- | ------ |
| IO 1924  | Karabin dowolny, drużynowo                      | 676 pkt. (druż.) 132 pkt. (ind.) |         | [ 2 ]  |
| IO 1924  | Runda pojedyncza do sylwetki jelenia            | 32 pkt.                          | 17      | [ 3 ]  |
| IO 1924  | Runda pojedyncza do sylwetki jelenia, drużynowo | 148 pkt. (druż.) 37 pkt. (ind.)  |         | [ 4 ]  |
| IO 1924  | Runda podwójna do sylwetki jelenia              | 62 pkt.                          | 9       | [ 5 ]  |
| IO 1924  | Runda podwójna do sylwetki jelenia, drużynowo   | 233 pkt. (druż.) 65 pkt. (ind.)  | 5       | [ 6 ]  |

### Medale mistrzostw świata
Opracowano na podstawie materiałów źródłowych:
| Mistrzostwa     | Konkurencja                                     | Wynik                                          | Miejsce |
| --------------- | ----------------------------------------------- | ---------------------------------------------- | ------- |
| Reims 1924      | Karabin dowolny, trzy postawy, 300 m, drużynowo | 5284 pkt. (druż.)                              |         |
| Reims 1924      | Karabin dowolny leżąc, 300 m                    | 382 pkt.                                       |         |
| St. Gallen 1925 | Karabin dowolny, trzy postawy, 300 m, drużynowo | 5255 pkt. (druż.) 1052 pkt. (ind.)             |         |
| Rzym 1927       | Karabin dowolny, trzy postawy, 300 m, drużynowo | 5272 pkt. (druż.) 1042 pkt. ind. (377–344–321) |         |